# Achim Reichel
Achim Reichel (Wentorf bei Hamburg, 28 januari 1944) is een Duitse muzikant, componist en muziekproducent.

## Biografie

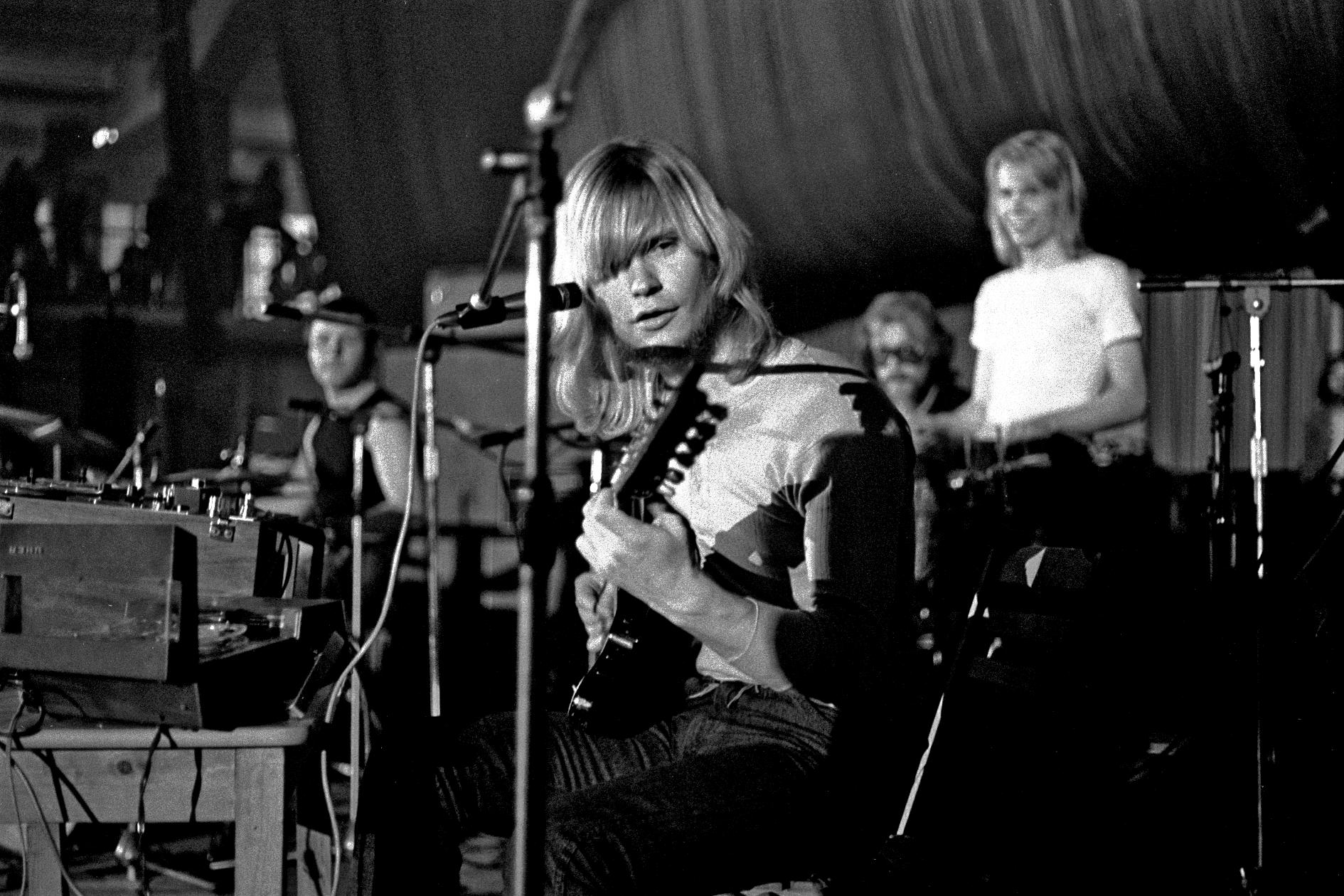
Achim Reichel met A.R. & Machine in Hamburg 1971

Reichel formeerde in 1960 de band The Rattles, die naast The Lords een van de meest succesvolle Duitse beatbands werd en in 1963 met The Rolling Stones op tournee ging door het Verenigd Koninkrijk. Dit werd gevolgd door 30 singlepublicaties tot 1966, gevolgd door een tournee door Duitsland met The Beatles en de bioscoopfilm Hurra, die Rattles kommen. Als studiobegeleidingsband voor Johnny Hallyday namen The Rattles in 1965 Let the People Talk en It's Monkeytime op.
In 1966 werd Reichel opgeroepen voor de Bundeswehr, hetgeen een abrupte onderbreking betekende in zijn carrière bij The Rattles, die net een aantal zeer succesvolle hits hadden gescoord (bijvoorbeeld Come on and sing en Stoppin 'in Las Vegas). Reichels inlijving werd kwetsend in de pers van commentaar voorzien, omdat zijn lange haar, dat toen nog afgekeurd werd, werd geknipt op de lengte van een lucifer. Tijdens zijn tijd als soldaat werd hij vervangen door Frank Dostal. In 1966 had Reichel reclame gemaakt voor de Bundeswehr met een soort muziekvideo, met een uniform en een gitaar in zijn hand (draag het als een man), maar hij wilde zijn inlijving voor de rechtbank ontlopen. Dostal met zijn sonore bas-baritonstem was een geaccepteerde opvolger van Reichel en nam ook enkele hits op met de band die ook in de hitlijsten verschenen (waaronder It Is Love en Cauliflower). Dit maakte Reichels terugkeer naar de band zeer twijfelachtig.
Na zijn ontslag uit militaire dienst pachtte Reichel de legendarische Hamburgse Star-Club samen met andere muzikanten, maar moest eind 1969 faillissement aanvragen. Hij had meer succes met het bandproject Wonderland, geproduceerd door James Last, dat de hit Moskou in 1968 uitbracht en opvallende psychedelische geluidseffecten had. Reichel richtte zich vervolgens als producent en soloartiest op verschillende experimentele en zeer psychedelisch beïnvloede projecten. Het begon met de A.R. & Machines, wier eerste album The Green Journey door critici werd vergeleken met Kraftwerk en Tangerine Dream vanwege het meditatieve, trance en industriële anticiperende karakter. Zijn producties omvatten toen ook het acidfolk-album Jesus Makes You High van Michael Anton & Amok en de albums van de band Ougenweide. 
In 1975 presenteerde hij met Dat Shanty Alb’s voor het eerst een album met zeemansliederen (vaak shantys genoemd). Het was niet alleen de stijlverandering van experimentele opnamen naar folkgeluiden, maar ook het feit dat Reichel in de toekomst overwegend Duits zong. In 1976 kwam hij met het gezegde: Folkmuziek moet leven, en dat kan alleen als je het in het soundbeeld van de tijd tilt. Vanaf dat moment bleef de zeevaart een veel voorkomend thema in zijn liedjes. Klassieke Duitse en vooral Noord-Duitse poëzie werd ook op muziek gezet door Reichel (Herr von Ribbeck op Ribbeck in Havelland, Der Zauberlehrling, Belsazar, Erlkönig, John Maynard, Nis Randers, Pidder Lüng, Trutz, blanke Hans), vooral op de lp Regenballade (1978), die zelfs werd aanbevolen in de educatieve literatuur voor gebruik in Duitse lessen.
Talloze andere lp-publicaties volgden, bijna jaarlijks rond 1980. Reichel werkte ook met dichters als Jörg Fauser en Kiev Stingl en had sinds eind jaren 1970 op onregelmatige tijdstippen hits in de Duitse hitlijsten. In 1981 verscheen Blues In Blond met de hit Der Spieler en ging hij op tournee in Duitsland. In 1986 speelde Achim Reichel in de film Va Banque van Diethard Küster samen met o.a. Winfried Glatzeder, Willy DeVille, Rolf Zacher en Joschka Fischer. In de late herfst van 1986 reisde Reichel vier weken lang met zijn band in Zuidoost-Azië als muzikale ambassadeur op uitnodiging van het Goethe-Institut. Eind jaren 1980 werd het repertoire van Reichel weer rockiger, vanaf 1988 waren er reünieconcerten met The Rattles, die in 1977 uit elkaar waren gegaan. 
Reichel produceerde ook zijn studio-lp Melancholie & Sturmflut in 1991 met de zomerhit Aloha Heja He, die Der Spiegel classificeerde als een 'Mitgröl shanty', waarvoor hij desondanks een gouden plaat ontving. Het nummer Amazon uit 1993 werd niet gespeeld door veel radiostations omdat het het woord 'mannenkont' bevatte en werd geïnterpreteerd als 'vrouwonvriendelijk-discriminerend'. Integendeel, Reichel wilde dat het zou worden begrepen als een lied over sterke vrouwen en de tekst sarcastisch zou hebben bedoeld. Hij vierde zijn 50e verjaardag met een concert in de Große Freiheit 36, waarvan de opname werd gepubliceerd als een live-album. Op verzoek van Greenpeace nam Reichel in 1996 een lied op over het ongeluk met de olietanker Exxon Valdez en de milieuramp die het veroorzaakte.
In 2003 vierde Achim Reichel zijn 40e verjaardag met een tweedaags feest in de visafslaghal in Hamburg. Het concert werd opgenomen door het WDR-Rockpalast-team en uitgezonden op televisie en uitgebracht op cd en dvd onder de titel 100% Life. In 2005 kreeg Achim Reichel de hoofdrol in de NDR-serie DAS! reist voor seizoen 3 met 52 afleveringen. Met het album Volxlieder wijdde Reichel zich in 2006 opnieuw aan de culturele erfgoed van traditionele Duitse folkliedjes, waaronder Sah ein Knab’ ein Röslein stehn en Es waren zwei Königskinder, in een muzikaal actuele vormgeving. 
In 2005 werd hij 'ambassadeur' voor de Deutsche Gesellschaft zur Rettung Schiffbrüchiger (DGzRS). De jaarlijks wisselende 'ambassadeur' stelt zich vrijwillig beschikbaar voor reclamemaatregelen van de hoofdzakelijk uit donaties gefinancierde DGzRS.
Reichel werkt af en toe als acteur en stemacteur. In 2009 speelde hij een beul in de film 12 Meter ohne Kopf en in 2010 leende hij zijn stem aan Kraken Slim in de Belgische 3D-animatiefilm Sammy's Adventures: The Secret Passage.
Zijn door het publiek en de pers gevierde tournee SOLO MIT EUCH, mein Leben meine Musik-gesungen und erzählt, leidde Reichel in vijf jaar door meer dan 60 Duitse steden. De tournee begon op 21 november 2009 met een concert in Hamburg en eindigde op 4 oktober 2013 met het 100e concert in de Laeiszhalle in Hamburg. In 2009 werd het Storytellerconcert Solo with you opgenomen onder regie van Rudi Dolezal (DoRo) in Kampnagel in Hamburg. Dvd en cd zijn uitgebracht in het najaar van 2010. Reichel werd op de tournee begeleid door twee muzikanten, vanaf 2009 door Peter David 'Pete' Sage (viool, mandoline, percussie, gitaar) en Berry Sarluis (accordeon, keyboard). Vanaf 2012 nam Larry Mathews (viool, mandoline, bodhrán, gitaar) het deel over van Pete Sage, die zich sindsdien volledig heeft gewijd aan de band Santiano.

## Privéleven
Achim Reichel is getrouwd en heeft twee dochters uit twee huwelijken. Hij woont in Hamburg-Hummelsbüttel.

## Onderscheidingen
- 1992: RSH-Gold
- 2007: RUTH – Der deutsche Weltmusikpreis

## Discografie

### Singles
- 1967: Trag es wie ein Mann
- 1982: Ich hab von dir geträumt
- 1983: Boxer Kutte
- 1983:	Der Spieler
- 1984: Nachtexpress
- 1988: Für immer und immer wieder
- 1988: Fledermaus
- 1989:	Fliegende Pferde
- 1990:	Kreuzworträtsel
- 1991:	Aloha heja he
- 1992:	Kuddel Daddel Du
- 1992:	Auf der Rolltreppe
- 1992: Ein Freund bleibt immer ein Freund met Joachim Witt en Ulrich Tukur
- 1993:	Amazonen
- 1993:	Wahre Liebe

### Albums
Solo
- 1971: Die grüne Reise – (A. R. & Machines)
- 1972: Let Us Live Together – (Propeller)[12]
- 1972: Echo – (A. R. & Machines)
- 1973: AR3 – (A. R. & Machines)
- 1973: A.R.IV – (A. R. & Machines)
- 1974: AR5 Autovision – (A. R. & Machines)
- 1975: Erholung – (A. R. & Machines live 1973)
- 1976: Dat Shanty Alb’m (englisch/plattdeutsch)
- 1977: Klabautermann
- 1978: Regenballade
- 1979: Heiße Scheibe
- 1980: Ungeschminkt
- 1981: Blues in blond
- 1983: Nachtexpress
- 1986: Eine Ewigkeit unterwegs
- 1988: Fledermaus
- 1989: Was Echtes
- 1991: Melancholie und Sturmflut
- 1993: Wahre Liebe
- 1994: Große Freiheit
- 1996: Oh ha!
- 1997: Herz ist Trumpf – Das Beste von Achim Reichel
- 1999: Entspann dich
- 2002: Wilder Wassermann – Balladen & Mythen
- 2004: 100 Prozent Leben
- 2006: Volxlieder
- 2008: Michels Gold
- 2010: Solo mit euch – mein Leben, meine Musik, gesungen und erzählt
- 2015: Raureif
- 2019: Das Beste

Met The Rattles
- 1963: Twist im Star-Club
- 1964: Twist-Time im Star-Club Hamburg
- 1964: Live im Star-Club Hamburg
- 1964: The Searchers meet the Rattles
- 1966: Star Club Show 1
- 1966: Liverpool Beat
- 1966: Hurra, die Rattles kommen (soundtrack van de gelijknamige bioscoopfilm)
- 1988: Hot Wheels
- 1990: Painted Warrior

Met Wonderland
- 1971: Band Nr. 1

### Samplers (selecties)
- 1996: Der Spieler
- 1998: Echos aus Zeiten der grünen Reise

## Videoalbums

### Solo
- 1986: Va Banque
- 2004: 100 % Leben: Das Jubiläumskonzert
- 2010: Solo mit euch – mein Leben – meine Musik, gesungen und erzählt

### A. R. & Machines
- 2007: Die grüne Reise

### Met The Rattles
- 1966: Hurra, die Rattles kommen (bioscoopfilm)

## Varia
In 2012 verscheen het album Ich bin van Heinz Rudolf Kunze met een duet-titel met Achim Reichel.
- Gemeinsame Normdatei: 119369001
- International Standard Name Identifier: 0000 0000 8126 6409
- Library of Congress Control Number: no2018012582
- MusicBrainz: 50cce89e-39db-4714-b72c-a53ca2568d97
- Nationale Bibliotheek van Tsjechië: mzk2010585283
- Système universitaire de documentation: 08059011X
- Virtual International Authority File: 47570007
- WorldCat: E39PBJcBW9gx7K3gqbXcF3Krv3